# Groșerea, Gorj
Groșerea este un sat în comuna Aninoasa din județul Gorj, Oltenia, România.

## Clădiri de interes cultural național
- Cula Crăsnaru, care  a fost construită în anul 1808 de către Cocoș Crăsnarul, ilustrează tipul „clasic” de culă ridicată pe trei nivele, cu pivniță cu metereze. Foișorul se sprijină pe arcade încheiate în arce trilobate aplatizate, susținute de coloane din cărămidă. Fiind incendiată de un trăznet, în prezent se află în stare de degradare avansată. [1]